# ベール関数
数学において、ベール関数（ベールかんすう、英: Baire function）とは、以下に記すある種の性質を有する関数を指し、実解析、位相幾何学等様々な数学の分野で研究されている。

## 定義
距離空間 X で定義された実数値関数 f : X → R が連続のとき、これをベールの 0 階級の関数（英: Baire function of class 0）という。
超限帰納法により、任意の順序数 ξ に対して η を ξ より小さい順序数とし、高々 η 階級の関数列 fn の各点収束の極限として表される関数を、高々 ξ 階級（英: class ξ）の関数と言う。
高々 ξ 階級であって、ξ より小さい任意の順序数 η に関し、高々 η 階級でない関数を、ξ 階級の関数と言う。
これらを総称して、ベール関数（英: Baire function）と言う。
ただし、実際には、可算な順序より大きい順序数、つまり非可算順序数に対する階級の関数は存在しない。
一方、後述の通り、自然数（非負整数）でない階級を持つ関数は存在する。

## 性質
アンリ・ルベーグは、X がユークリッド空間の完全集合

ならば、全ての高々可算な順序数を階級とする関数が存在することを示した。
以下、特に断らない限り、この場合だけを考える。
- X が連続体濃度を持てば、X 上の全てのベール関数の集合も連続体濃度を持つ。 特に、X 上の全ての関数の濃度は連続体濃度より大きいから、ベール関数でない X 上の関数は、関数体の濃度 (2ℵ) だけ存在する（ルベーグ）。

- ベール関数であることとボレル可測関数であることは、同値である（ルベーグ）。

- 完備距離空間において、f の連続点の集合が稠密であることと、f が高々 1 階級の関数であることは、同値である（ベール）。

## 例
有理数体の特性関数 {\displaystyle \chi _{\mathbb {Q} }} を、ディリクレ関数という。
ディリクレ関数は、至る所で不連続で、{\displaystyle \lim _{n\to \infty }\lim _{k\to \infty }\cos ^{2k}(n!\pi x)} と表せることから、2 階級の関数である。
一般に、n が増加すればする程、n 階級の関数は連続性を失う。